# Corps national de police d'Espagne
Pour les articles homonymes, voir CNP.

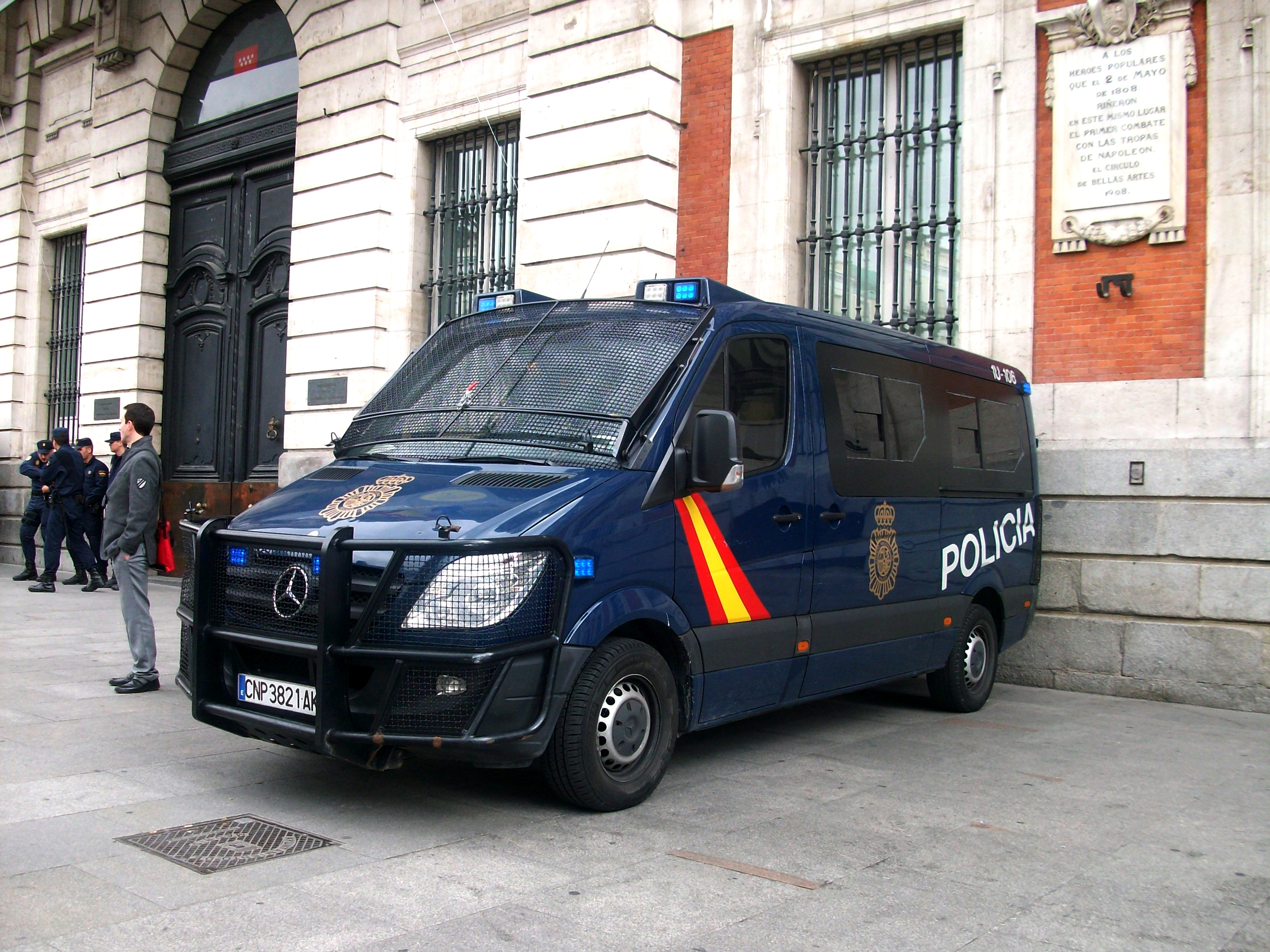
Mercedes-Benz du CNP, avec protections anti-émeutes

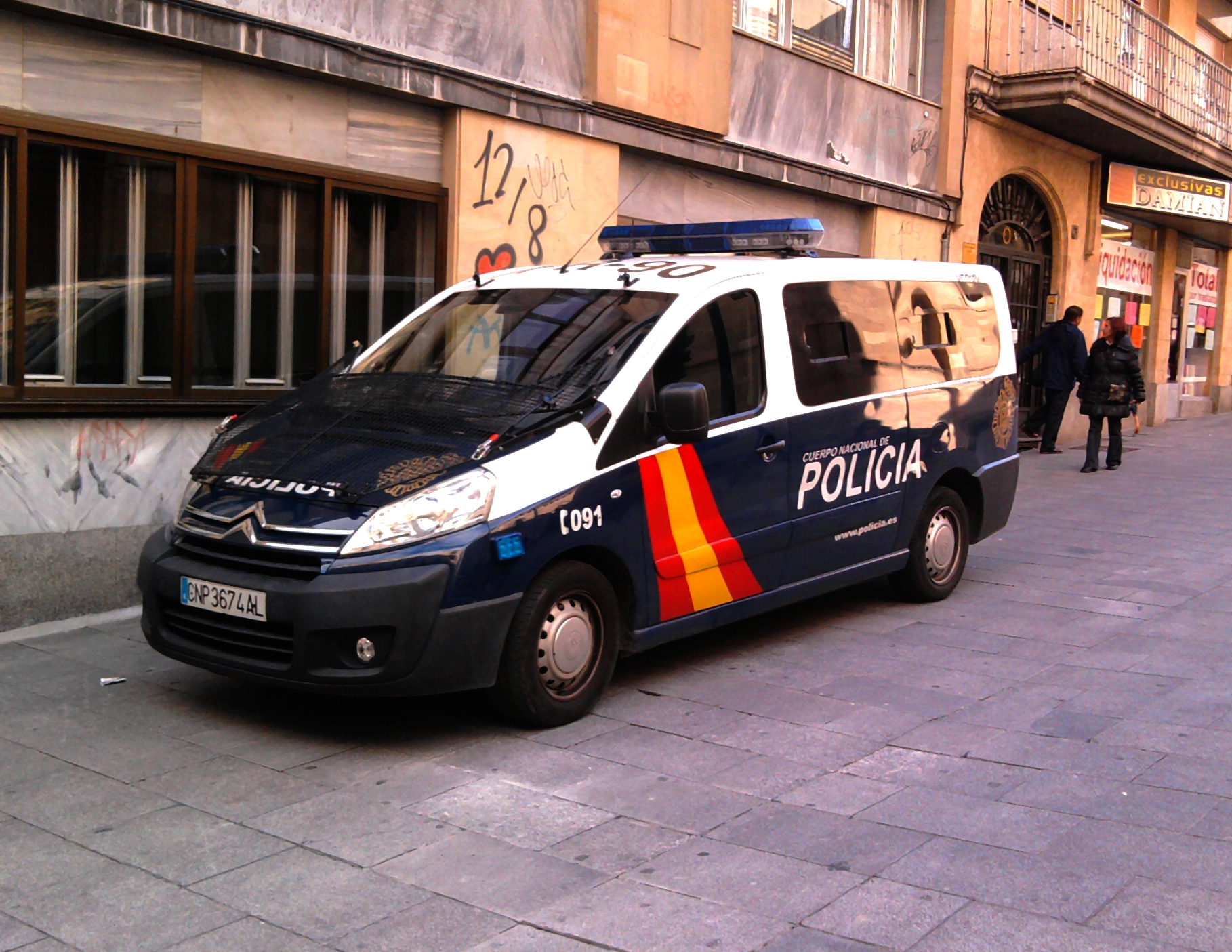
Véhicule Citroën Jumpy du CNP

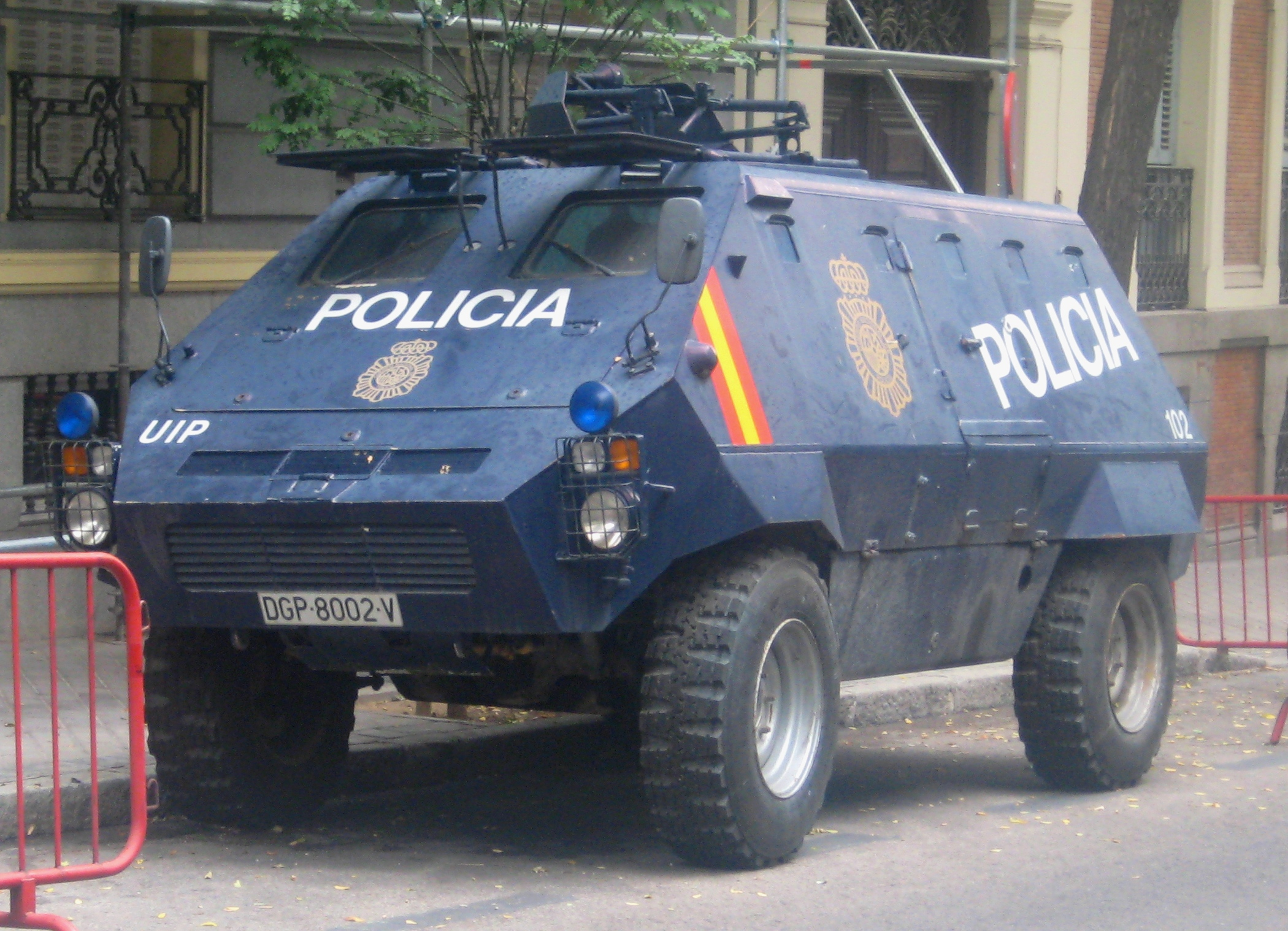
Thyssen Henschel UR-416 du CNP.

Le Corps national de police espagnol (en espagnol : Cuerpo Nacional de Policía de España), ou CNP, aussi appelé Police nationale, est une composante des forces et corps de sécurité de l'État. Force de police civile, elle dépend du ministère de l'Intérieur, le CNP assure le maintien de l'ordre et le respect des lois. À l'inverse de la Garde civile, elle n'exerce pas ses compétences sur l'ensemble du territoire national, pouvant être déconcentrée ou décentralisée.

## Corps de police régionaux

### Décentralisés
Quatre communautés autonomes disposent de leur propre corps de police, dont elles ont l'entière responsabilité : 
- Îles Canaries : Corps général de la police canarienne (depuis 2010) ;
- Catalogne : Police de la Généralité - Mossos d'Esquadra (depuis 1983) ;
- Navarre : Police forale de Navarre (depuis 1987) ;
- Pays basque : Police du Pays basque - Ertzaintza (depuis 1982).

Les Îles Baléares, selon leur statut d'autonomie, ont compétence pour créer et organiser, dans le cadre des lois nationales, une police régionale, qui n'a pas vu le jour.

### Déconcentrés
Cinq communautés autonomes disposent de leur unité de police, qui reste dépendante organiquement de l'État : 
- Andalousie : Unité du corps national de police affectée à la communauté autonome d'Andalousie ;
- Aragon : Unité du corps national de police affectée à la communauté autonome d'Aragón ;
- Asturies : Unité du corps national de police affectée à la communauté autonome de la principauté des Asturies ;
- Communauté valencienne : Unité du corps national de police affectée à la communauté autonome valencienne ;
- Galice : Unité du corps national de police affectée à la communauté autonome de Galice.

### Madrid
Les Brigades spéciales de sécurité de la communauté autonome de Madrid (Bescam) ne constituent pas une police décentralisée ou déconcentrée, mais un dispositif de financement de policiers municipaux spécifique à la communauté de Madrid.

## Armement
Dans les années 1970, les policiers espagnols étaient dotés de revolvers (Astra Cadix, Astra 960 et Llama Martial) calibre .38 Special et de pistolets automatiques tirant du 9 mm Parabellum. Depuis les années 2000, ils sont dotés du pistolet HK USP Compact[réf. nécessaire].

## Véhicules
- Citroën C4 Aircross
- Citroën C4 Picasso
- Citroën Xsara Picasso
- Mercedes-Benz Sprinter

## Police et culture
En 2007, la Brigade du Patrimoine Historique reçoit la Médaille d'or du mérite des beaux-arts par le Ministère de l'Éducation, de la Culture et des Sports.

## Polémiques sur leur présomption d'impunité
Près de 7 000 policiers ont été impliqués dans des cas présumés de tortures ou de mauvais traitements entre 2008 et 2013, pour seulement 47 condamnations définitives. Selon le journal Público, cette impunité serait favorisée par les grâces accordées par la classe politique aux policiers condamnés, leur permettant également de poursuivre leurs carrières. Ainsi, avant d’être nommé chef de la police de la région de Cantabrie, le policier Héctor Moreno García avait fait l'objet d'une condamnation pour tortures et détentions illégales puis avait été gracié par José María Aznar en 1998.
Amnesty International considère que les actes de tortures et de mauvais traitements par la police espagnole ne sont pas rares et bénéficient d'une impunité quasi-totale.
Une loi instaurée en 2015 interdit la diffusion sur les réseaux sociaux d’images de policiers. Entre 2015 et 2020, 765 000 amendes, pour un montant total de 400 millions d'euros, ont été distribuées à ce titre.